# Apherusa retovskii
Apherusa retovskii är en kräftdjursart som beskrevs av Gurjanova 1934. Apherusa retovskii ingår i släktet Apherusa och familjen Calliopiidae. Inga underarter finns listade i Catalogue of Life.